# Warminster
Warminster är en stad och en civil parish i kommunen Wiltshire i grevskapet Wiltshire i England. Orten har 17 490 invånare (2011).